# Patrik Stoklasa
Patrik Stoklasa (2. listopadu 1981 Plzeň – 23. října 2004 Brno) byl český zpěvák a muzikálový herec. Do širšího povědomí se dostal díky účasti v pěvecké soutěži Česko hledá SuperStar. Zemřel na následky autonehody.

## Pěvecká kariéra
Pocházel ze západočeského Holýšova. Vystudoval střední školu zaměřenou na management elektrotechniky v nedalekém Stodě a zároveň byl studentem pražské konzervatoře, obor populární zpěv, kde ho učila známá pedagožka Lída Nopová. Od útlého věku chodil do lidové školy umění, kde se postupně naučil hrát na flétnu, klarinet, bicí a housle. Byl členem hudebního uskupení Six Kix. V roce 2001 soutěžil ve Zlíntalentu. Tam se probojoval až do finále a byla mu udělena cena Klubu novinářů. V roce 2004 se zúčastnil první řady pěvecké soutěže Česko hledá SuperStar. Pro porotu si připravil píseň Robbieho Williamse „She’s the one“ a i v dalším kole zvolil Williamse, když zazpíval jeho hit „Angels“. Probojoval se až do semifinále, ze kterého ovšem dobrovolně odstoupil. Jako důvod uvedl neslučitelnost pravidel soutěže se svými pracovními aktivitami v Semaforu a Divadle Broadway. Zajímavostí je, že mezi 60 nejlepších po něm jako náhradnice nastoupila Jolana Smyčková, jeho tehdejší přítelkyně. Na obrazovku se v souvislostí se soutěží vrátil v pořadu Nedošli do finále, kam ho zvolil porotce Ondřej Hejma. Zde v jeho podání zazněla píseň „Angels“ a „Je nebezpečné dotýkat se hvězd“.

## Herecká kariéra
Působil v inscenacích divadla Semafor (Pokušení svatého Antonína, I ty zpíváš si ty hity, Sex+sex=12, 80 svíček na ztraceném dortu) a v Divadle Broadway (Kleopatra, Rebelové). V Kleopatře ztvárnil Ptolemaia, v Rebelech alternoval jako Eman a Olda. Nastudoval roli Thuye v Miss Saigon a Aramise ve Třech mušketýrech. Oba muzikály měly premiéru po jeho smrti. Účinkoval v seriálu Josef a Ly a televizních filmech jako Kobova garáž, Bankrotáři, Falešné obvinění. Krátce před smrtí se mihl v Renčově Románu pro ženy (role messengera). Ten mu snímek později věnoval.

## Autonehoda
Dne 19. října 2004 (den po derniéře Rebelů) zpíval se svými kolegy v rámci předvolební kampaně na podporu ČSSD v Olomouci (Hvězdné koncerty). Protože šlo o muzikálovou pasáž, jednou z písní byl hit Jezdím bez nehod z Rebelů. Do Prahy se vracel spolu s Karlem Černochem. Po 20. hodině na dálnici D1 z Brna u obce Popůvky narazil jejich Mercedes-Benz Vito do dodávky. Jako příčina nehody se uvádí rychlá jízda Černochova řidiče, který vyvázl bez zranění, zatímco Karel Černoch utrpěl otřes mozku a komplikovanou zlomeninu nohy. Nejhůře ale dopadl nejmladší pasažér – Patrik byl v bezvědomí a velmi vážném stavu převezen do brněnské FN U svaté Anny, kde se podrobil několika operacím, především mozku. Jeho stav se ale zhoršoval. 
Dne 23. října 2004 byl v 15:15 odpojen od přístrojů. Šance na přežití byla 10 %, navíc by se potýkal se závažným postižením. Zemřel 10 dní před svými třiadvacátými narozeninami.
Mediální pohřeb se konal ve středu 27. října v Divadle Broadway. Mezi účastníky se objevili Jiří Suchý, Monika Absolonová, Bára Basiková, Zdeněk Zelenka, Filip Renč, Jan Kalousek, Sagvan Tofi, Stanislav Gross s manželkou Šárkou, která Patrikovi dělala manažerku. Soukromý pietní akt se konal o pár dní později v Plzni. Patrik Stoklasa je pohřben v rodném Holýšově.

## Album Patrik
Vlastní desku vydat nestihl. 7. června 2005 v rámci akce Vzpomínkový večer na Patrika Stoklasu v Divadle Broadway bylo pokřtěno výběrové CD s písněmi, které se dochovaly. CD nazvané jednoduše Patrik obsahuje 17 skladeb, přičemž ta poslední Jsi s námi dál je Patrikovi věnována a nazpívali ji jeho kolegové.

### Seznam skladeb
1. Případ
2. Pojď
3. Gina
4. Za to se platí
5. Kočovní
6. Léto v obilí
7. Jezdím bez nehod
8. Sen
9. Angels
10. Temný stín
11. Přátele mám
12. Girl of Ipanema
13. Oh Darling
14. Všední den
15. záznam z představení divadla Semafor, píseň Sněhová vločka
16. Hlaď mě a líbej (Čepice)
17. Jsi s námi dál